# Le Barbare et la Geisha
Pour plus de détails, voir Fiche technique et Distribution.
Le Barbare et la Geisha (The Barbarian and the Geisha) est un film américain réalisé par John Huston en 1958, pour la Twentieth Century Fox.

## Synopsis
Le Japon en 1856. Le diplomate Townsend Harris, accompagné d'un interprète et ami, Henry Heusken, vient prendre son poste de premier ambassadeur américain au Pays du Soleil Levant, à la suite d'un traité signé avec les États-Unis. Il se heurte à l'hostilité des nobles, notamment du Gouverneur local Tamura, et s'ingénie à gagner leur confiance. On lui impose une domestique, la geisha Okichi, chargée en réalité de rendre compte des faits et gestes du consul. Mais bientôt, une réelle amitié teintée d'amour naît entre eux...

## Fiche technique
- Titre français : Le Barbare et la Geisha
- Titre original : The Barbarian and the Geisha
- Scénario : James Edward Grant (non crédité) et Charles Grayson (en), d'après une histoire d'Ellis St. Joseph
- Photographie : Charles G. Clarke
- Musique : Hugo Friedhofer
- Direction artistique : Lyle R. Wheeler et Jack Martin Smith
- Décors : Walter M. Scott et Don B. Greenwood
- Costumes : Charles LeMaire
- Montage : Stuart Gilmore
- Production : Eugen Frenke
- Genre : Aventure, historique, mélodrame
- Couleurs : CinemaScope
- Durée : 101 minutes
- Date de sortie :
  - États-Unis : 30 septembre 1958

## Distribution
- John Wayne (VF : Raymond Loyer) : Towsend Harris
- Eiko Andō (VF : Joëlle Janin) : Okichi
- Sam Jaffe (VF : Pierre Michau) : Henry Heusken
- Sō Yamamura (VF : Claude Péran) : Le Gouverneur Tamura

Et (non crédités) :
- Kodaya Ichikawa : Daimyo
- Tokujiro Iketaniuchi : Harusha
- Fuji Kasai : le Seigneur Hotta
- Takeshi Kumagai : le chambellan
- Fuyukichi Maki : un paysan
- Morita : le Premier Ministre
- James Robbins : le Lieutenant Fisher
- Norman Thomson (VF : Pierre Morin) : le Capitaine Edmunds
- Hiroshi Yamato : le Shogun

## Commentaire
Le Barbare et la geisha, basé sur des faits réels, a été tourné au Japon. Le ton en est plutôt dramatique, mais l'humour n'est pas absent (avec notamment une scène de bagarre qui n'est pas sans rappeler l'univers du western). John Wayne trouve là un rôle assez inhabituel, au regard de sa filmographie la plus connue.